# 谷關遊覽車墜河事故
1986年10月8日，台灣台中縣中橫公路台8線上谷關路段，遊覽車與大貨車迎頭擦撞，遊覽車墮入80米下的大甲溪溪谷，42死3傷（另一說為40死6傷）。遊客均為台中縣大肚鄉廟宇「崑鈴堂太子爺」的進香團，進香已結束在返程。此事件是台灣公路交通死亡人數最多的一場意外也是台灣與宗教參拜相關最大型的災難。